# Déforestation en Papouasie-Nouvelle-Guinée

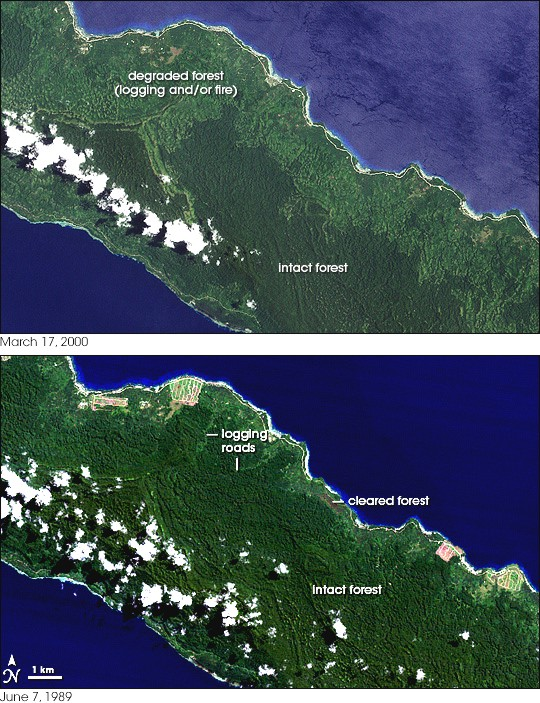
Évolution de la forêt dans la province de Nouvelle-Irlande entre 1989 (image du bas) et 2000 (en haut)

La déforestation en Papouasie-Nouvelle-Guinée a été relativement importante dans les dernières décennies, et continue avec un taux de 1,4 % de forêt tropicale perdue chaque année. 65 % du pays est couvert de forêts en 2005 , dont 85 % est classé comme forêt primaire.
Deux chercheurs australiens ont montré qu'entre 1972 et 2002, 15 % des forêts tropicales de Papouasie-Nouvelle-Guinée ont été défrichées et 8,8 % ont été dégradées par l'exploitation forestière.

## Causes
En 2014 la Papouasie est devenu le principal exportateur de bois tropical.
La plupart du bois coupé illégalement est traité en Chine avant d'être vendu partout dans le monde.

## Perspectives
Si la déforestation continue au même rythme, une étude de l'Université de Papouasie et de l'Australian National University basée sur des photos satellite estime que la moitié des forêts pourrait être définitivement perdue en 2021.

### Menaces sur les espèces endémiques
La disparation de l'habitat forestier menacent directement différentes espèces comme le kangourou arboricole,  des espèces de la famille des oiseaux de paradis dont le paradisier de Raggiana et le perroquet de Pesquet.

## Débat sur la surface réellement déboisée
La déforestation peut s'inscrire dans un cycle traditionnel agricole suivi de la jachère et de la repousse. Les fermiers défrichent préférentiellement de la forêt secondaire que de la forêt primaire en l'absence de matériaux de défrichements performants (tronçonneuses).
En conséquence, le calcul de la surface déboisée diffère dans plusieurs études scientifiques si l'on prend en compte la forêt primaire et/ou seconde, associe ou non forêt dégradée comme forêt secondaire, tient compte de la capacité de régénération de la forêt secondaire.  La surface considérée comme défrichée oscille entre 30000 et 80000 km² sur trente années entre les années 1970 et à la fin des années 1990.